# Jack Nicklaus Golf Club Korea
Jack Nicklaus Golf Club Korea (tiếng Hàn: 잭 니클라우스 골프클럽 코리아) là một sân golf 18 lỗ ở khu đô thị mới Songdo, Incheon, Hàn Quốc. Đây là tâm điểm của chương trình không gian xanh tập trung vào môi trường của khu kinh doanh quốc tế Songdo. Sân golf được thiết kế bởi Nicklaus Design, đứng đầu là Jack Nicklaus. Dự án được phát triển bởi Gale International và POSCO E&C.
Từ phía sau vật đặt quả banh golf để đánh, sân golf dài hơn 7.400 thước Anh (6.770 m) và là một thách thức đối với những người chơi golf tài năng nhất. Trong sân, sẽ có một cộng đồng fairway theo phong cách phương Tây, bao gồm 179 căn biệt thự đơn lập riêng biệt.

## Sự kiện
Câu lạc bộ tổ chức Presidents Cup lần thứ 11 vào năm 2015 và là lần đầu tiên được tổ chức ở châu Á. Trước khi nó chính thức khai trương, nó là nơi tổ chức giải đấu PGA Tour Champions vào tháng 9 năm 2010, Songdo IBD Championship là một giải đấu đầu tiên cho giải đấu PGA ở châu Á. International Crown là một sự kiện có 8 đội tuyển quốc gia tham gia LPGA Tour, được lên kế hoạch cho năm 2018 và sẽ là lần đầu tiên được tổ chức bên ngoài lãnh thổ Hoa Kỳ.

## Bảng điểm
| Tee       | Rating/Slope | 1   | 2   | 3   | 4   | 5   | 6   | 7   | 8   | 9   | Out  | 10  | 11  | 12  | 13  | 14  | 15  | 16  | 17  | 18  | In   | Tổng |
| Gậy chuẩn |              | 4   | 4   | 5   | 4   | 3   | 4   | 5   | 3   | 4   | 36   | 4   | 4   | 4   | 3   | 4   | 5   | 4   | 3   | 5   | 36   | 72   |
| Đen       |              | 428 | 426 | 593 | 386 | 172 | 487 | 559 | 235 | 451 | 3737 | 447 | 435 | 466 | 208 | 372 | 577 | 480 | 203 | 545 | 3733 | 7470 |
| Lam       |              | 378 | 415 | 547 | 332 | 151 | 471 | 526 | 193 | 431 | 3444 | 423 | 413 | 446 | 182 | 340 | 533 | 460 | 187 | 506 | 3490 | 6934 |
| Trắng     |              | 359 | 377 | 529 | 317 | 136 | 439 | 505 | 175 | 402 | 3239 | 378 | 365 | 402 | 166 | 322 | 520 | 409 | 164 | 490 | 3216 | 6455 |
| Vàng      |              | 343 | 363 | 513 | 317 | 115 | 390 | 483 | 138 | 363 | 3025 | 358 | 321 | 359 | 150 | 284 | 487 | 346 | 145 | 417 | 2867 | 5892 |
| Đỏ        |              | 293 | 313 | 438 | 273 | 115 | 353 | 440 | 138 | 318 | 2681 | 306 | 278 | 312 | 125 | 257 | 442 | 346 | 125 | 407 | 2598 | 5279 |
| Handicap  |              | 17  | 15  | 9   | 11  | 13  | 1   | 5   | 7   | 3   |      | 6   | 10  | 14  | 18  | 12  | 2   | 4   | 16  | 8   |      |      |
| --------- | ------------ | --- | --- | --- | --- | --- | --- | --- | --- | --- | ---- | --- | --- | --- | --- | --- | --- | --- | --- | --- | ---- | ---- |

Nguồn: